# 国司庁宣
国司庁宣（こくしちょうせん）とは、受領国司や知行国主が管轄下の留守所や郡司などに命令する際に用いた文書。略して庁宣とも呼称される。
書出に「庁宣」の2文字が入ることが多く、その下に宛所が記される。続いて次行には事書が書かれ、以後本文が記される。書止は「以宣」で締められる事が多い。位署は受領単独で行われ、書止の次に書かれた日付の次行に官職・氏・姓が記され花押が付される（なお、発給者も送付先も同じ令制国の関係者であるため、官職名に国名は入らない）。初期のものには国印が押されていたが、知行国主が国務への関与を強めた12世紀になると受領の奥上署判とともに知行国主の袖判が付されるようになった。
国司庁宣の由来は新司宣（しんじせん）にあったと考えられている。本来、赴任した新任国司は神拝に至るまでの就任儀礼を終えるまでは、国符などの命令文書を出すことは認められていなかった。だが、就任儀礼の準備に関連した命令や突発的な事態に際して新任国司が命令を出す必要が生じたときに非公式な命令文書を作成する場合があった。それが新司宣である。新司宣はその趣旨から発給される期間・目的も限定的なものであったが、後に国符では交付の対象とならない申請当事者に命令が出されたことを示すために新司宣と同じ形式によって命令内容を記した非公式な命令文書を交付するようになり、それが広く用いられるようになった。これが国司庁宣である。
11世紀以後、受領（特に大介級）の在京化や知行国の成立によって国司が現地に赴かず、現地の留守所や在庁官人が実際の政務を行うようになると、必要な命令は国司庁宣で現地に伝え、それを受けた側は下文などを作成して命令を実行した。その範囲は補任、所領の寄進・安堵、諸役免除、権利付与など国務全体に及んだ。
後に知行国主の影響力が増大すると、知行国主が国司庁宣発給のために受領に下した命令書である国宣がそのまま現地に送られて命令文書の役割を果たすようになり、国司庁宣の立場は低下した。守護領国制の成立とそれに伴う国衙機構の解体とともに国司庁宣は国宣とともにその役目を終えることになる。